# Allison Stokke
Allison Stokke (ur. 22 marca 1989 w Newport Beach) – amerykańska lekkoatletka, tyczkarka. W 2004 roku, w wieku 15 lat, zdobyła Mistrzostwo Stanu Kalifornia osiągając wynik 414 cm. Jej obecny rekord życiowy na stadionie wynosi 436 cm i został osiągnięty w Livemore w czerwcu 2012. Na hali jej rekord wynosi 426 cm.